# Pěnčín (district de Prostějov)
Pour les articles homonymes, voir Pěnčín.
Pěnčín (en allemand : Pientschin) est une commune du district de Prostějov, dans la région d'Olomouc, en République tchèque. Sa population s'élevait à 768 habitants en 2023.

## Géographie
Pěnčín se trouve à 7 km au nord-ouest de Kostelec na Hané, à 13 km au nord-ouest de Prostějov, à 17,5 km à l'ouest-sud-ouest d'Olomouc et à 195 km à l'est-sud-est de Prague.
La commune est limitée par Laškov au nord, par Drahanovice à l'est, par Čechy pod Kosířem au sud et au sud-ouest, et par Přemyslovice à l'ouest.

## Histoire
La première mention écrite de la localité date de 1279.

## Transports
Par la route, Pěnčín se trouve à 8 km de Kostelec na Hané, à 15 km de Prostějov, à 20,5 km d'Olomouc et à 244 km de Prague.